# Dolichopus tanythrix
Dolichopus tanythrix är en tvåvingeart som beskrevs av Friedrich Hermann Loew 1869. Dolichopus tanythrix ingår i släktet Dolichopus och familjen styltflugor. Arten är reproducerande i Sverige. Inga underarter finns listade i Catalogue of Life.